# Craig O'Laughlin
1. REDIRECTION Personnages de Mentalist#Craig O'Laughlin